# Morti nel 1895
| Questa pagina contiene informazioni ricavate automaticamente dalle voci biografiche con l'ausilio del template Bio e di un bot. L'aggiornamento è periodico e automatico e ricostruisce completamente la pagina. Se manca una persona in questa lista, sei pregato di non aggiungerla, ma accertati piuttosto che la sua voce biografica contenga il template Bio e che i dati anagrafici siano correttamente compilati. Se il template Bio manca, inseriscilo tu stesso o, in alternativa, metti l'avviso {{tmp\|Bio}} che ne segnala la mancanza. Se i dati riportati sono sbagliati, correggi direttamente la voce biografica; le modifiche saranno visibili in questa lista entro pochi giorni. Per chiarimenti vedi il progetto biografie. La lista contiene solo le 385 persone che sono citate nell'enciclopedia e per le quali è stato implementato correttamente il template Bio. Pagina aggiornata al 18 ago 2025. |

## Gennaio(38)
- 1º gennaio - Nizam ul-Mulk, principe indiano (n. 1861)
- 2 gennaio - Alexandre Bida, pittore, incisore e disegnatore francese (n. 1813)
- 3 gennaio - Alphonse Brot, drammaturgo francese (n. 1807)
- 3 gennaio - George Marx, entomologo e aracnologo statunitense (n. 1838)
- 4 gennaio - Giacomo Filippo Lacaita, avvocato, docente e politico italiano (n. 1813)
- 4 gennaio - Manuel Pavía, generale spagnolo (n. 1827)
- 5 gennaio - Eraldo Baretti, commediografo italiano (n. 1846)
- 5 gennaio - Luigi Crippa, scultore italiano (n. 1838)
- 5 gennaio - Władysław Podkowiński, pittore e illustratore polacco (n. 1866)
- 8 gennaio - Matti Haapoja, serial killer finlandese (n. 1845)
- 9 gennaio - Pietro Benini, ingegnere e imprenditore italiano (n. 1813)
- 10 gennaio - Wilhelm Arndt, storico tedesco (n. 1838)
- 10 gennaio - Paul Ginhac, gesuita francese (n. 1824)
- 10 gennaio - Benjamin Godard, violinista e compositore francese (n. 1849)
- 11 gennaio - Antonio Masutti, pittore, disegnatore e incisore italiano (n. 1813)
- 12 gennaio - Gioacchino Bimboni, compositore, trombonista e trombettista italiano (n. 1810)
- 14 gennaio - Giovanni Sanguineti, militare italiano (n. 1865)
- 14 gennaio - Eduard de Muralt, teologo, bibliotecario e storico svizzero (n. 1808)
- 15 gennaio - Charlotte Bertie, nobildonna e scrittrice inglese (n. 1812)
- 15 gennaio - Stephen Fowler Chadwick, politico statunitense (n. 1825)
- 15 gennaio - Paolo Oss Mazzurana, imprenditore e politico austro-ungarico (n. 1833)
- 15 gennaio - Vincenzo Sprovieri, avvocato, militare e politico italiano (n. 1823)
- 17 gennaio - Gennaro Celli, magistrato italiano (n. 1829)
- 17 gennaio - George Newbold Lawrence, dirigente d'azienda e ornitologo statunitense (n. 1806)
- 21 gennaio - Florian-Jules-Félix Desprez, cardinale e arcivescovo cattolico francese (n. 1807)
- 24 gennaio - Randolph Henry Churchill, nobile e politico britannico (n. 1849)
- 25 gennaio - Isidoro Carini, religioso, paleografo e storiografo italiano (n. 1843)
- 26 gennaio - Arthur Cayley, matematico inglese (n. 1821)
- 26 gennaio - Nikolaj Karlovič Girs, politico russo (n. 1820)
- 28 gennaio - François Certain de Canrobert, generale e senatore francese (n. 1809)
- 28 gennaio - Alessandro Revera, pittore italiano (n. 1813)
- 29 gennaio - Charles Frédéric Girard, biologo francese (n. 1822)
- 30 gennaio - Hermann Gruson, inventore e imprenditore tedesco (n. 1821)
- 30 gennaio - Vsevolod Krestovskij, scrittore russo (n. 1840)
- 30 gennaio - Charles Soubre, pittore belga (n. 1821)
- 31 gennaio - Camillo Chizzolini, medico e militare italiano (n. 1836)
- 31 gennaio - Ebenezer Rockwood Hoar, politico statunitense (n. 1816)
- 31 gennaio - Ward McAllister, socialite statunitense (n. 1827)

## Febbraio(28)
- 1º febbraio - Passmore Williamson, mercante e avvocato statunitense (n. 1822)
- 2 febbraio - Giacomo Grillo, banchiere italiano (n. 1830)
- 3 febbraio - Theodore Dwight Weld, attivista statunitense (n. 1803)
- 5 febbraio - Vincenzo Irelli, politico italiano (n. 1805)
- 5 febbraio - Alfred Koechlin-Schwartz, politico e imprenditore francese (n. 1829)
- 8 febbraio - Anselme Mathieu, poeta francese (n. 1828)
- 8 febbraio - Reginald Stuart Poole, numismatico, archeologo e orientalista britannico (n. 1832)
- 8 febbraio - Jean-François Portaels, pittore belga (n. 1818)
- 9 febbraio - Francesco Podesti, pittore italiano (n. 1800)
- 10 febbraio - Liu Buchan, ammiraglio e generale cinese (n. 1852)
- 12 febbraio - Vilém Dušan Lambl, medico ceco (n. 1824)
- 12 febbraio - Ding Ruchang, ammiraglio e generale cinese (n. 1836)
- 13 febbraio - Giovanni Spertini, scultore e pittore italiano (n. 1821)
- 15 febbraio - Pietro Amat di San Filippo, geografo, storico e bibliografo italiano (n. 1826)
- 16 febbraio - Henrietta Maria Dillon-Lee, nobildonna e attivista inglese (n. 1807)
- 16 febbraio - Raymond Adolphe Séré de Rivières, generale e ingegnere francese (n. 1815)
- 17 febbraio - Felice Truffa, pittore italiano (n. 1872)
- 18 febbraio - Alberto d'Asburgo-Teschen, generale austriaco (n. 1817)
- 20 febbraio - Frederick Douglass, politico, scrittore e editore statunitense (n. 1818)
- 20 febbraio - Kōno Bairei, pittore e illustratore giapponese (n. 1844)
- 20 febbraio - Angelo Vescovali, ingegnere italiano (n. 1826)
- 21 febbraio - Pietro Ghinzoni, archivista, storico e patriota italiano (n. 1828)
- 23 febbraio - Harry Allen, calciatore inglese (n. 1866)
- 25 febbraio - Henry Bruce, I barone Aberdare, politico inglese (n. 1815)
- 25 febbraio - Royal E. House, inventore statunitense (n. 1814)
- 26 febbraio - Isidoro Santos Lozano Sirgo, pittore spagnolo (n. 1826)
- 26 febbraio - Salvador de Iturbide y Marzán, principe messicano (n. 1849)
- 27 febbraio - Demetrio Cosola, pittore italiano (n. 1851)

## Marzo(51)
- 1º marzo - Francesco Petronio, medico e politico italiano (n. 1840)
- 1º marzo - Richard von Metternich, diplomatico austriaco (n. 1829)
- 2 marzo - Berthe Morisot, pittrice francese (n. 1841)
- 2 marzo - Barnaba Panizza, architetto, urbanista e politico italiano (n. 1806)
- 2 marzo - Isma'il Pascià, politico egiziano (n. 1830)
- 2 marzo - Aleksej Michajlovič Romanov, nobile russo (n. 1875)
- 3 marzo - Gavino Cano, zoologo e naturalista italiano (n. 1862)
- 4 marzo - Nicola Ardoino, patriota italiano (n. 1804)
- 4 marzo - Knud Knudsen, linguista norvegese (n. 1812)
- 4 marzo - Antonio Pertile, storico e giurista italiano (n. 1830)
- 4 marzo - Andrea Podestà, politico italiano (n. 1832)
- 4 marzo - William Weathers, vescovo cattolico britannico (n. 1814)
- 5 marzo - Nikolaj Semënovič Leskov, scrittore e giornalista russo (n. 1831)
- 5 marzo - Henry Creswicke Rawlinson, militare, diplomatico e orientalista inglese (n. 1810)
- 6 marzo - Giuseppe Basteris, politico italiano (n. 1829)
- 6 marzo - Camilla Collett, scrittrice norvegese (n. 1813)
- 6 marzo - Francesco Filippini, pittore italiano (n. 1853)
- 6 marzo - Henry Lazarus, clarinettista britannico (n. 1815)
- 7 marzo - Kostandin Kristoforidhi, traduttore albanese (n. 1827)
- 8 marzo - Adolfo di Bérenger, agronomo italiano (n. 1815)
- 9 marzo - Filippo Berardi, politico italiano (n. 1830)
- 9 marzo - Antonio Brancuti, patriota italiano (n. 1825)
- 9 marzo - Enea Grazioso Lanfranconi, ingegnere e inventore italiano (n. 1850)
- 9 marzo - Leopold von Sacher-Masoch, scrittore e giornalista austriaco (n. 1836)
- 10 marzo - Charles Frederick Worth, stilista britannico (n. 1825)
- 10 marzo - Amelia di Uvea, regina (n. 1845)
- 11 marzo - Louis-Florentin Calmeil, medico e psichiatra francese (n. 1798)
- 11 marzo - Cesare Cantù, storico, letterato e politico italiano (n. 1804)
- 11 marzo - Gaetano Milanesi, storico dell'arte e paleografo italiano (n. 1813)
- 13 marzo - Louise Otto-Peters, scrittrice tedesca (n. 1819)
- 13 marzo - Girolamo Scutellari, politico italiano (n. 1821)
- 16 marzo - John Broadus, predicatore e teologo statunitense (n. 1827)
- 17 marzo - Luigi Ferri, filosofo italiano (n. 1826)
- 18 marzo - Charlotte Anne Thynne, nobildonna inglese (n. 1811)
- 19 marzo - Corrado Moncada di Paternò, nobile e politico italiano (n. 1820)
- 20 marzo - Clemente Corte, patriota e politico italiano (n. 1826)
- 20 marzo - Salvatore Ottolenghi, avvocato e politico italiano (n. 1831)
- 20 marzo - Ludwig Schläfli, matematico svizzero (n. 1814)
- 20 marzo - Valdemaro di Lippe, nobile tedesco (n. 1824)
- 22 marzo - Pietro Bilancini, poeta e critico letterario italiano (n. 1864)
- 24 marzo - John L. O'Sullivan, giornalista, editore e ambasciatore statunitense (n. 1813)
- 24 marzo - William Ruschenberger, medico, naturalista e ammiraglio statunitense (n. 1807)
- 24 marzo - Bertha Valerius, pittrice e fotografa svedese (n. 1824)
- 26 marzo - Nicola Danzetta, patriota e politico italiano (n. 1820)
- 28 marzo - Jules Roulleau, scultore francese (n. 1855)
- 29 marzo - Pietro Doderlein, zoologo e geologo italiano (n. 1809)
- 30 marzo - Francisco de Paula Benavides y Navarrete, cardinale e arcivescovo cattolico spagnolo (n. 1810)
- 30 marzo - Francesco Fiorenzi, politico e ingegnere italiano (n. 1813)
- 30 marzo - Frederick Beauchamp Seymour, ammiraglio britannico (n. 1821)
- 31 marzo - Theodor Brorsen, astronomo danese (n. 1819)
- 31 marzo - George Tomkyns Chesney, generale e scrittore britannico (n. 1830)

## Aprile(24)
- 2 aprile - Ignazio Villa, scultore e pittore italiano (n. 1813)
- 5 aprile - Guillermo Moncada, generale cubano (n. 1841)
- 7 aprile - Ulisse Cambi, scultore italiano (n. 1807)
- 7 aprile - James Lawson Kemper, politico, avvocato e militare statunitense (n. 1823)
- 7 aprile - Guglielmo Alberto di Montenuovo, principe italiano (n. 1819)
- 8 aprile - Francesco Ragusa, vescovo cattolico italiano (n. 1819)
- 9 aprile - Gunnar Berndtson, pittore finlandese (n. 1854)
- 10 aprile - Tancrède Abraham, pittore e incisore francese (n. 1836)
- 10 aprile - Lorenzo Lorraine Langstroth, pastore protestante e inventore statunitense (n. 1810)
- 10 aprile - Gerolamo Maglione, politico italiano (n. 1814)
- 11 aprile - Julius Lothar Meyer, chimico tedesco (n. 1830)
- 11 aprile - Nazikeda Kadın, principessa abcasa (n. 1848)
- 12 aprile - Paul Chenavard, pittore francese (n. 1808)
- 13 aprile - Francesco Garzes, attore teatrale e commediografo italiano (n. 1848)
- 14 aprile - James Dwight Dana, geologo, mineralogista e zoologo statunitense (n. 1813)
- 15 aprile - Timoteo Riboli, medico, patriota e scrittore italiano (n. 1808)
- 17 aprile - Jorge Isaacs, scrittore, giornalista e politico colombiano (n. 1837)
- 20 aprile - Gustav Hirschfeld, archeologo tedesco (n. 1847)
- 21 aprile - Fred Dewhurst, calciatore inglese (n. 1863)
- 21 aprile - Friedrich von Waldburg-Wolfegg-Waldsee, presbitero e nobile tedesco (n. 1861)
- 22 aprile - Joseph Franz von Colloredo-Mansfeld, militare, politico e nobile austriaco (n. 1813)
- 22 aprile - Étienne Léopold Trouvelot, artista e astronomo francese (n. 1827)
- 25 aprile - Heinrich von Littrow, cartografo e scrittore austriaco (n. 1820)
- 28 aprile - Karl Thiersch, chirurgo tedesco (n. 1822)

## Maggio(23)
- 4 maggio - Roundell Palmer, I conte di Selborne, politico inglese (n. 1812)
- 5 maggio - John Absolon, pittore inglese (n. 1815)
- 5 maggio - Julia Stephen, filantropa inglese (n. 1846)
- 5 maggio - Carl Vogt, filosofo e zoologo tedesco (n. 1817)
- 6 maggio - Susanna Dalbiac, nobildonna inglese (n. 1814)
- 7 maggio - Bernardino da Portogruaro, francescano e arcivescovo cattolico italiano (n. 1822)
- 7 maggio - Joseph Marmette, storico e romanziere canadese (n. 1844)
- 7 maggio - Alexander August Wilhelm von Pape, generale prussiano (n. 1813)
- 9 maggio - Agostino Daldini, presbitero e botanico svizzero (n. 1817)
- 16 maggio - William Douglas-Hamilton, XII duca di Hamilton, nobile scozzese (n. 1845)
- 17 maggio - Peter Hardeman Burnett, politico statunitense (n. 1807)
- 19 maggio - José Martí, scrittore, politico e rivoluzionario cubano (n. 1853)
- 20 maggio - Johannes Duntze, pittore tedesco (n. 1823)
- 21 maggio - Ewa Potocka, nobildonna polacca (n. 1818)
- 21 maggio - Franz von Suppé, compositore e direttore d'orchestra austriaco (n. 1819)
- 22 maggio - Claude-Marie Dubuis, vescovo cattolico francese (n. 1817)
- 23 maggio - Franz Ernst Neumann, fisico, matematico e cristallografo tedesco (n. 1798)
- 26 maggio - Ahmed Cevdet, storico, letterato e politico turco (n. 1822)
- 27 maggio - José Maria da Cunha Seixas, filosofo portoghese (n. 1836)
- 28 maggio - Walter Quintin Gresham, politico e statistico statunitense (n. 1832)
- 28 maggio - Alexandre Martin, politico francese (n. 1815)
- 29 maggio - Fulco Luigi Ruffo-Scilla, cardinale italiano (n. 1840)
- 30 maggio - Giuseppe Marello, vescovo cattolico italiano (n. 1844)

## Giugno(24)
- 3 giugno - Konrad Fiedler, storico dell'arte tedesco (n. 1841)
- 4 giugno - Abu Bakar di Johor, sovrano malese (n. 1833)
- 7 giugno - Pietro Fosci, fantino italiano (n. 1863)
- 8 giugno - Pellegrino Strobel, ornitologo, zoologo e naturalista italiano (n. 1821)
- 9 giugno - Giovanni Battista Carnevalini, vescovo cattolico italiano (n. 1843)
- 11 giugno - Filippo Capone, politico italiano (n. 1821)
- 11 giugno - Daniel Kirkwood, astronomo e matematico statunitense (n. 1814)
- 13 giugno - Manuel Ruiz Zorrilla, politico spagnolo (n. 1833)
- 14 giugno - Nhá Chica, religiosa brasiliana (n. 1810)
- 16 giugno - Alfred van der Smissen, generale belga (n. 1823)
- 20 giugno - Carl Eduard Adolph Gerstaecker, zoologo e entomologo tedesco (n. 1828)
- 21 giugno - Friedrich Tietjen, astronomo tedesco (n. 1832)
- 22 giugno - Amilcare Malagola, cardinale e arcivescovo cattolico italiano (n. 1840)
- 22 giugno - Henry Moore, pittore inglese (n. 1831)
- 23 giugno - James Renwick Jr, architetto statunitense (n. 1818)
- 23 giugno - Raffaele di Nonno, arcivescovo cattolico italiano (n. 1831)
- 26 giugno - Conrad Dietrich Magirus, imprenditore e vigile del fuoco tedesco (n. 1824)
- 26 giugno - Emily Petty-FitzMaurice, marchesa di Lansdowne, nobile britannica (n. 1819)
- 26 giugno - François-Auguste Ravier, pittore francese (n. 1814)
- 27 giugno - Sophie Adlersparre, editrice e attivista svedese (n. 1823)
- 28 giugno - Giacomo Franco, architetto italiano (n. 1818)
- 29 giugno - Desiderato Chiaves, poeta, giornalista e politico italiano (n. 1825)
- 29 giugno - Thomas Henry Huxley, filosofo e biologo britannico (n. 1825)
- 29 giugno - Floriano Vieira Peixoto, generale e politico brasiliano (n. 1839)

## Luglio(38)
- 1º luglio - Enrico Guicciardi, politico italiano (n. 1812)
- 1º luglio - Petko Slavejkov, poeta, pubblicista e attivista bulgaro (n. 1827)
- 1º luglio - Theodor von Hörmann, pittore, militare e docente austriaco (n. 1840)
- 2 luglio - Giuseppe Turchi, pittore italiano (n. 1840)
- 3 luglio - Leopold e Rudolf Blaschka, artista tedesco (n. 1822)
- 5 luglio - Charles D. Sherwood, politico statunitense (n. 1833)
- 6 luglio - Giuseppe Prinzi, scultore italiano (n. 1825)
- 6 luglio - Stefan Stambolov, politico bulgaro (n. 1853)
- 6 luglio - Julius Zupitza, filologo e anglista tedesco (n. 1844)
- 7 luglio - Josep Oriol Mestres, architetto spagnolo (n. 1815)
- 7 luglio - Friederich Wilhelm Gustav Spörer, astronomo e insegnante tedesco (n. 1822)
- 8 luglio - Alessandro Busi, compositore, direttore d'orchestra e pedagogo italiano (n. 1833)
- 8 luglio - Johann Josef Loschmidt, fisico austriaco (n. 1821)
- 8 luglio - Nicola de Simone, vescovo cattolico e teologo italiano (n. 1820)
- 10 luglio - Marie Caroline Miolan-Carvalho, soprano francese (n. 1827)
- 13 luglio - Marino Froncini, patriota, politico e educatore italiano (n. 1821)
- 14 luglio - William Cecil, III marchese di Exeter, nobile e politico inglese (n. 1825)
- 14 luglio - Maximilian Karl Lamoral O'Donnell, militare austriaco (n. 1812)
- 14 luglio - Karl Heinrich Ulrichs, scrittore, poeta e giurista tedesco (n. 1825)
- 15 luglio - Teresa Brambilla, soprano italiano (n. 1813)
- 15 luglio - Salomon Moos, medico tedesco (n. 1831)
- 16 luglio - Carlo Cagnola, politico italiano (n. 1828)
- 17 luglio - Gijsbertus Craeyvanger, pittore olandese (n. 1810)
- 18 luglio - Karl Schenk, politico svizzero (n. 1823)
- 19 luglio - Henri Ernest Baillon, botanico e medico francese (n. 1827)
- 22 luglio - Rudolf von Gneist, giurista e politico tedesco (n. 1816)
- 23 luglio - Adhémar Schwitzguébel, sindacalista e anarchico svizzero (n. 1844)
- 26 luglio - Francesco Didioni, pittore italiano (n. 1839)
- 27 luglio - James Grimston, II conte di Verulam, nobile e politico inglese (n. 1809)
- 28 luglio - Giuseppe Basso, fisico e matematico italiano (n. 1842)
- 28 luglio - Benedetto Faustini, architetto e scultore italiano (n. 1836)
- 28 luglio - Jan Kappeyne van de Coppello, politico olandese (n. 1822)
- 28 luglio - Bartolomeo Venturini, presbitero, educatore e patriota italiano (n. 1822)
- 28 luglio - Maria Luisa Carlotta d'Assia-Kassel, principessa tedesca (n. 1814)
- 29 luglio - Joseph Derenbourg, storico, orientalista e traduttore tedesco (n. 1811)
- 30 luglio - Giambattista Collacchioni, politico italiano (n. 1814)
- 30 luglio - Luigi Sodo, vescovo cattolico italiano (n. 1811)
- 31 luglio - Richard Morris Hunt, architetto statunitense (n. 1827)

## Agosto(23)
- 2 agosto - Curt Schimmelbusch, chirurgo tedesco (n. 1860)
- 2 agosto - Joseph Thomson, esploratore britannico (n. 1858)
- 4 agosto - Pasquale Landi, chirurgo italiano (n. 1817)
- 5 agosto - Friedrich Engels, filosofo, sociologo e economista tedesco (n. 1820)
- 10 agosto - Felix Hoppe-Seyler, fisiologo e chimico tedesco (n. 1825)
- 13 agosto - Ludwig Abel, violinista, compositore e direttore d'orchestra tedesco (n. 1835)
- 15 agosto - Antonio Carra, artigiano e anarchico italiano (n. 1824)
- 19 agosto - John Wesley Hardin, pistolero statunitense (n. 1853)
- 22 agosto - Peter Denny, armatore scozzese (n. 1821)
- 24 agosto - Albert Frederick Mummery, alpinista inglese (n. 1855)
- 24 agosto - Émile Rey, alpinista italiano (n. 1846)
- 25 agosto - Karl Ernst Georges, filologo classico, latinista e lessicografo tedesco (n. 1806)
- 25 agosto - Giuseppe Sapeto, missionario e esploratore italiano (n. 1811)
- 26 agosto - Sigismondo Castromediano, patriota, archeologo e letterato italiano (n. 1811)
- 26 agosto - Friedrich Miescher, biologo svizzero (n. 1844)
- 28 agosto - Giovanni Battista Calò, pittore italiano (n. 1832)
- 28 agosto - Elisabetta Anna di Prussia, nobile (n. 1857)
- 29 agosto - Francisco Navarro Villoslada, giornalista, politico e saggista spagnolo (n. 1818)
- 30 agosto - Luigi Galassi, medico italiano (n. 1817)
- 31 agosto - Francesco Caligaris, politico italiano (n. 1824)
- 31 agosto - Ely Parker, militare e politico nativo americano (n. 1828)
- 31 agosto - Edoardo Perino, tipografo e editore italiano (n. 1845)
- 31 agosto - Anaïs Ségalas, scrittrice francese (n. 1819)

## Settembre(23)
- 3 settembre - Sven Lovén, biologo e zoologo svedese (n. 1809)
- 7 settembre - Leonard Howell, calciatore e crickettista inglese (n. 1848)
- 7 settembre - Walter Mantell, scienziato e politico neozelandese (n. 1820)
- 8 settembre - Pietro Armanini, mandolinista e compositore italiano (n. 1844)
- 8 settembre - Friedrich Gottlob Keller, inventore tedesco (n. 1816)
- 8 settembre - Adam Opel, imprenditore tedesco (n. 1837)
- 11 settembre - Anatole de Montaiglon, bibliotecario e storico dell'arte francese (n. 1824)
- 12 settembre - Luigi Bonati, politico italiano (n. 1820)
- 12 settembre - Cristoforo Bonavino, presbitero, filosofo e teologo italiano (n. 1821)
- 12 settembre - Kerala Varma V, principe indiano (n. 1846)
- 14 settembre - Charles Valentine Riley, entomologo statunitense (n. 1843)
- 14 settembre - Alfred Verwée, pittore belga (n. 1838)
- 17 settembre - Sigismondo Felice Feliński, arcivescovo cattolico e santo polacco (n. 1822)
- 17 settembre - Filippo Linati, politico, scrittore e poeta italiano (n. 1816)
- 19 settembre - Julia von Hauke, nobile tedesca (n. 1825)
- 21 settembre - Silvestro Lega, pittore italiano (n. 1826)
- 21 settembre - Viktor Rydberg, scrittore e filosofo svedese (n. 1828)
- 22 settembre - Martin Hertz, filologo classico tedesco (n. 1818)
- 24 settembre - Heinrich Adolf von Bardeleben, chirurgo e generale tedesco (n. 1819)
- 26 settembre - Paolo Ercole, politico italiano (n. 1821)
- 26 settembre - Lahiri Mahasaya, filosofo, religioso e mistico indiano (n. 1828)
- 27 settembre - Ernst Stizenberger, botanico e medico tedesco (n. 1827)
- 28 settembre - Louis Pasteur, chimico e microbiologo francese (n. 1822)

## Ottobre(23)
- 2 ottobre - Eugen Langen, inventore tedesco (n. 1833)
- 7 ottobre - William Wetmore Story, scultore, critico d'arte e poeta statunitense (n. 1819)
- 8 ottobre - Félix Hippolyte Larrey, medico e militare francese (n. 1808)
- 8 ottobre - Myeongseong di Corea, regina coreana (n. 1851)
- 10 ottobre - Gaetano Facchi, imprenditore e politico italiano (n. 1812)
- 11 ottobre - Salvatore Castiglia, marinaio, diplomatico e patriota italiano (n. 1819)
- 11 ottobre - Jaswant Singh II, principe indiano (n. 1838)
- 12 ottobre - Valentino Carrera, drammaturgo italiano (n. 1834)
- 12 ottobre - Henry Villiers-Stuart, militare, egittologo e politico britannico (n. 1827)
- 13 ottobre - Émile Louis Ragonot, entomologo francese (n. 1843)
- 14 ottobre - Robert Kingsford, calciatore inglese (n. 1849)
- 17 ottobre - Elimar di Oldenburg, nobile (n. 1844)
- 22 ottobre - Angelo Diligenti, attore teatrale italiano (n. 1832)
- 22 ottobre - Ruggiero Bonghi, filologo e politico italiano (n. 1826)
- 22 ottobre - Luigi Ferrari, militare e politico italiano (n. 1826)
- 22 ottobre - Daniel Owen, scrittore gallese (n. 1836)
- 22 ottobre - Luigi Pennazzi, viaggiatore, esploratore e scrittore italiano (n. 1838)
- 23 ottobre - John Beresford, V marchese di Waterford, politico irlandese (n. 1844)
- 25 ottobre - Meijer de Haan, pittore olandese (n. 1852)
- 25 ottobre - Charles Hallé, pianista e direttore d'orchestra tedesco (n. 1819)
- 26 ottobre - Robert Brown, scienziato, esploratore e scrittore scozzese (n. 1842)
- 28 ottobre - Bernard Bernard, presbitero e missionario francese (n. 1821)
- 31 ottobre - Francesco Martinetti, antiquario, numismatico e falsario italiano (n. 1833)

## Novembre(27)
- 1º novembre - Benito Sanz y Forés, cardinale e arcivescovo cattolico spagnolo (n. 1828)
- 2 novembre - Carl Frederik Aagaard, pittore danese (n. 1833)
- 2 novembre - Jack, pugile irlandese (n. 1862)
- 4 novembre - Eugene Field, scrittore e poeta statunitense (n. 1850)
- 4 novembre - Achille Tamborino, politico italiano (n. 1825)
- 6 novembre - Luigi Giuseppe Lasagna, vescovo cattolico italiano (n. 1850)
- 12 novembre - Giuseppe De Mattia, pittore e avvocato italiano (n. 1803)
- 14 novembre - Giuseppe Partini, architetto italiano (n. 1842)
- 19 novembre - Lucien-Louis-Joseph-Napoléon Bonaparte, cardinale francese (n. 1828)
- 19 novembre - Calvert Vaux, architetto e architetto del paesaggio britannico (n. 1824)
- 21 novembre - Augusto Ferri, scenografo e pittore italiano (n. 1829)
- 21 novembre - Alfred Noack, fotografo tedesco (n. 1833)
- 21 novembre - Andrea Verga, medico e politico italiano (n. 1811)
- 22 novembre - Salvatore Lilli, presbitero italiano (n. 1853)
- 23 novembre - Antonio Burlando, patriota italiano (n. 1823)
- 24 novembre - Jules Barthélemy-Saint-Hilaire, filosofo, giornalista e politico francese (n. 1805)
- 24 novembre - Josef Schrammel, compositore e musicista austriaco (n. 1852)
- 26 novembre - Arthur Arnould, giornalista e scrittore francese (n. 1833)
- 26 novembre - George Edward Dobson, zoologo irlandese (n. 1848)
- 26 novembre - Hayranidil Kadin, ottomana (n. 1846)
- 26 novembre - Henry Seebohm, ornitologo britannico (n. 1832)
- 27 novembre - Ernest de Boigne, politico francese (n. 1829)
- 27 novembre - Alexandre Dumas figlio, scrittore e drammaturgo francese (n. 1824)
- 29 novembre - Giuseppe De Leva, storico italiano (n. 1821)
- 29 novembre - Uberto Dell'Orto, pittore e incisore italiano (n. 1848)
- 29 novembre - Eduard Taaffe, politico austriaco (n. 1833)
- 30 novembre - Pierre-Charles Comte, pittore francese (n. 1823)

## Dicembre(30)
- 3 dicembre - Dürrinev Kadin, principessa georgiana (n. 1835)
- 3 dicembre - Felice Manfredi, politico italiano (n. 1819)
- 7 dicembre - Adriano Issel, militare italiano (n. 1862)
- 7 dicembre - Ignazio Persico, cardinale e arcivescovo cattolico italiano (n. 1823)
- 7 dicembre - Pietro Toselli, militare italiano (n. 1856)
- 10 dicembre - Orazio Focardi, funzionario e statistico italiano
- 10 dicembre - William Penny Brookes, medico e botanico britannico (n. 1809)
- 12 dicembre - Richard Henry Budden, alpinista inglese (n. 1826)
- 12 dicembre - Allen G. Thurman, politico statunitense (n. 1813)
- 13 dicembre - Pietro Coccoluto Ferrigni, scrittore, avvocato e patriota italiano (n. 1836)
- 14 dicembre - Gabriele Iannelli, prete, archivista e archeologo italiano (n. 1825)
- 14 dicembre - Paul Ludolf Melchers, cardinale e arcivescovo cattolico tedesco (n. 1813)
- 15 dicembre - Giuseppe Cornero, avvocato e prefetto italiano (n. 1812)
- 15 dicembre - Pietro Giuseppe Roda, architetto del paesaggio italiano (n. 1821)
- 16 dicembre - Antonio Gallenga, giornalista, scrittore e patriota italiano (n. 1810)
- 22 dicembre - Melchiorre De Filippis Delfico, compositore, cantante lirico e librettista italiano (n. 1825)
- 23 dicembre - John Russell Hind, astronomo britannico (n. 1823)
- 23 dicembre - Sergej Michajlovič Kravčinskij, politico russo (n. 1851)
- 23 dicembre - George Osborne, IX duca di Leeds, nobile inglese (n. 1828)
- 24 dicembre - Robert Bentley, botanico inglese (n. 1821)
- 24 dicembre - Giovanni Jatta, poeta, archeologo e patriota italiano (n. 1832)
- 25 dicembre - Giovanni Cocchi, presbitero italiano (n. 1813)
- 25 dicembre - Raul Pompeia, scrittore brasiliano (n. 1863)
- 26 dicembre - Luigi Tommaso Belgrano, storico e archivista italiano (n. 1838)
- 26 dicembre - Oskar von Meerscheidt-Hüllessem, generale prussiano (n. 1825)
- 27 dicembre - Corrado Arezzo de Spuches di Donnafugata, politico italiano (n. 1824)
- 28 dicembre - Giulio Andrea Pirona, botanico, geologo e zoologo italiano (n. 1822)
- 29 dicembre - Eduard Müller, scultore tedesco (n. 1828)
- 30 dicembre - Henri-Lucien Doucet, pittore francese (n. 1856)
- 31 dicembre - Pierre Jean Marie Delavay, missionario, botanico e esploratore francese (n. 1834)

## Senza giorno specificato(33)
- Konstantinos Adosidis, nobile ottomano (n. 1818)
- Cecil Frances Alexander, poetessa irlandese (n. 1818)
- Orazio Andreoni, scultore e mercante d'arte italiano (n. 1840)
- Basilio Basili, compositore e tenore italiano (n. 1804)
- Francesco Brunetta d'Usseaux, generale italiano (n. 1821)
- Nikolaj Bunge, economista russo (n. 1823)
- Francesco Camerata Scovazzo, politico italiano (n. 1822)
- Dante Di Serego Alighieri, politico e nobile italiano (n. 1843)
- Eduardo Escalante, commediografo spagnolo (n. 1834)
- Aurelia Folliero de Luna, scrittrice italiana (n. 1827)
- Gustav Freytag, politico e scrittore tedesco (n. 1816)
- Luigi Gaiter, letterato italiano (n. 1815)
- Carlo Giuliano, orafo italiano (n. 1831)
- Manuel Gutiérrez Nájera, poeta messicano (n. 1859)
- Hermanus Willem Koekkoek, pittore e architetto olandese (n. 1839)
- Lu Haodong, disegnatore e rivoluzionario cinese (n. 1868)
- Carl Ludwig, cardiologo e fisiologo tedesco (n. 1816)
- Antonio Maestrelli, pallonista italiano (n. 1815)
- Marco Mastacchi, patriota italiano (n. 1815)
- Raffaele Mirate, tenore italiano (n. 1815)
- Alexandru Odobescu, archeologo rumeno (n. 1834)
- Johannes Overbeck, archeologo e biografo tedesco (n. 1826)
- James Frederick McLeod Prinsep, calciatore britannico (n. 1861)
- Jacques Pucheran, zoologo francese (n. 1817)
- Joseph Quinaux, pittore belga (n. 1822)
- Giuseppe Rizzotto, attore teatrale e commediografo italiano (n. 1828)
- Martin Röder, compositore tedesco (n. 1851)
- Dina Sanichar, indiano
- José Antonio Saraiva, politico brasiliano (n. 1823)
- Matteo Tassi, pittore italiano (n. 1831)
- Giocondo Viglioli, pittore italiano (n. 1809)
- Thomas Wade, orientalista inglese (n. 1818)
- William Crawford Williamson, biologo britannico (n. 1816)